# ساتکانیا
ساتکانیا (به لاتین: Satkania) یک منطقهٔ مسکونی در بنگلادش است که در ناحیه چیتاگونگ واقع شده‌است. ساتکانیا ۲۸۰٫۹۹ کیلومتر مربع مساحت و ۳٬۸۴٬۸۰۶ نفر جمعیت دارد.